# Sauleia
Sauleia is een geslacht van vliesvleugeligen uit de familie Encyrtidae. De wetenschappelijke naam van dit geslacht is voor het eerst geldig gepubliceerd in 1964 door Sugonjaev.

## Soorten
Het geslacht Sauleia omvat de volgende soorten:
- Sauleia dlabolai Hoffer, 1970
- Sauleia monticola Sugonjaev, 1964